# شمال غرب إفريقيا 7034
شمال غرب أفريقيا 7034 (وبالإنجليزية:Northwest Africa 7034) هو حجر نيزكي مريخي وثاني أقدم نيزك مريخي مكتشف على الأرض. عثر علية عام 2011 في صحراء الجنوب الشرقي بمنطقة تيسينت بإقليم طاطا بالمغرب  توصل العلماء في وكالة ناسا إلى أن النيزك تشكل قبل 2,1 مليار سنة خلال بداية المرحلة الجيولوجية الأكثر عصرية على المريخ. يعتقد علماء ناسا أنه هذا النيزك هو ثان أقدم نيزك تم اكتشافه حتى الآن، وفي 3 يناير 2013 أعلنت أن النيزك «شمال غرب أفريقيا» ناسا يحتوي على نسبة ماء أكبر بعشرة أضعاف عن أي حجر نيزكي آخر.

## التكوين
يتكون نيزك شمال غرب أفرقيا من البازلت المنصهر نتيجة فوران بركاني تجمدت بعد ذلك كما أنه يحتوي على نسبة ماء أكبر بعشرة أضعاف عن أي حجر نيزكي آخر. يُعتقد أن الماء الذي تم العثور عليه بالحجر جاء من التفاعل بين الحمم البركانية التي بردت مع المياه الموجودة في قشرة المريخ.